# Genowefa Pohl

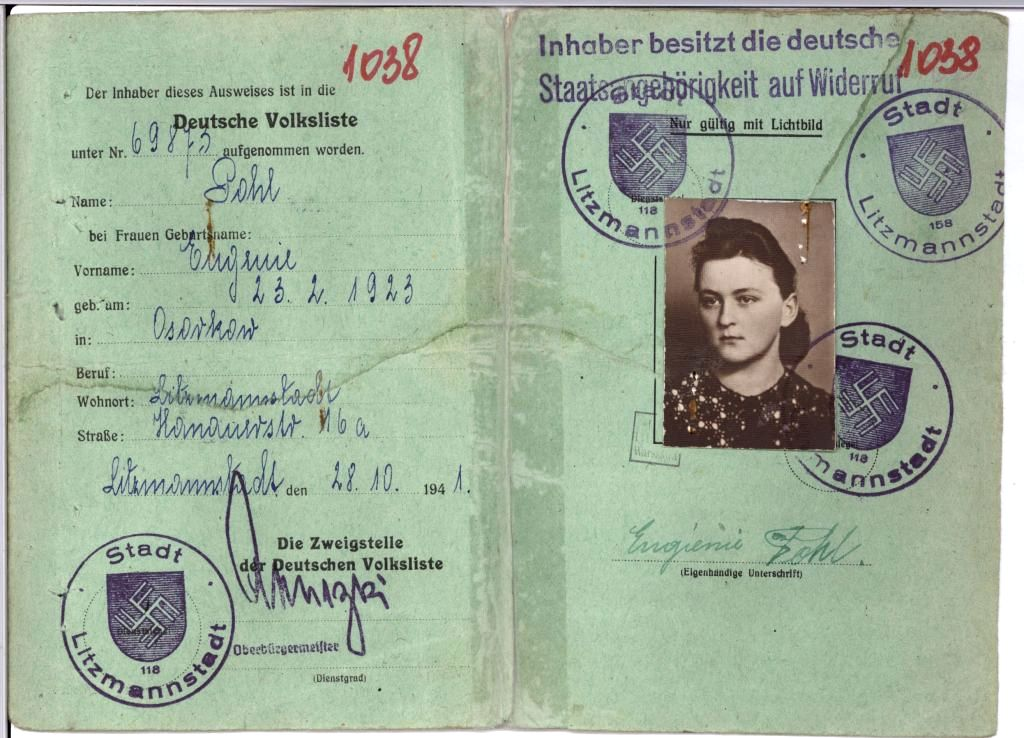
Wewnętrzna strona legitymacji Volkslisty wystawiona na nazwisko Eugenia Pohl

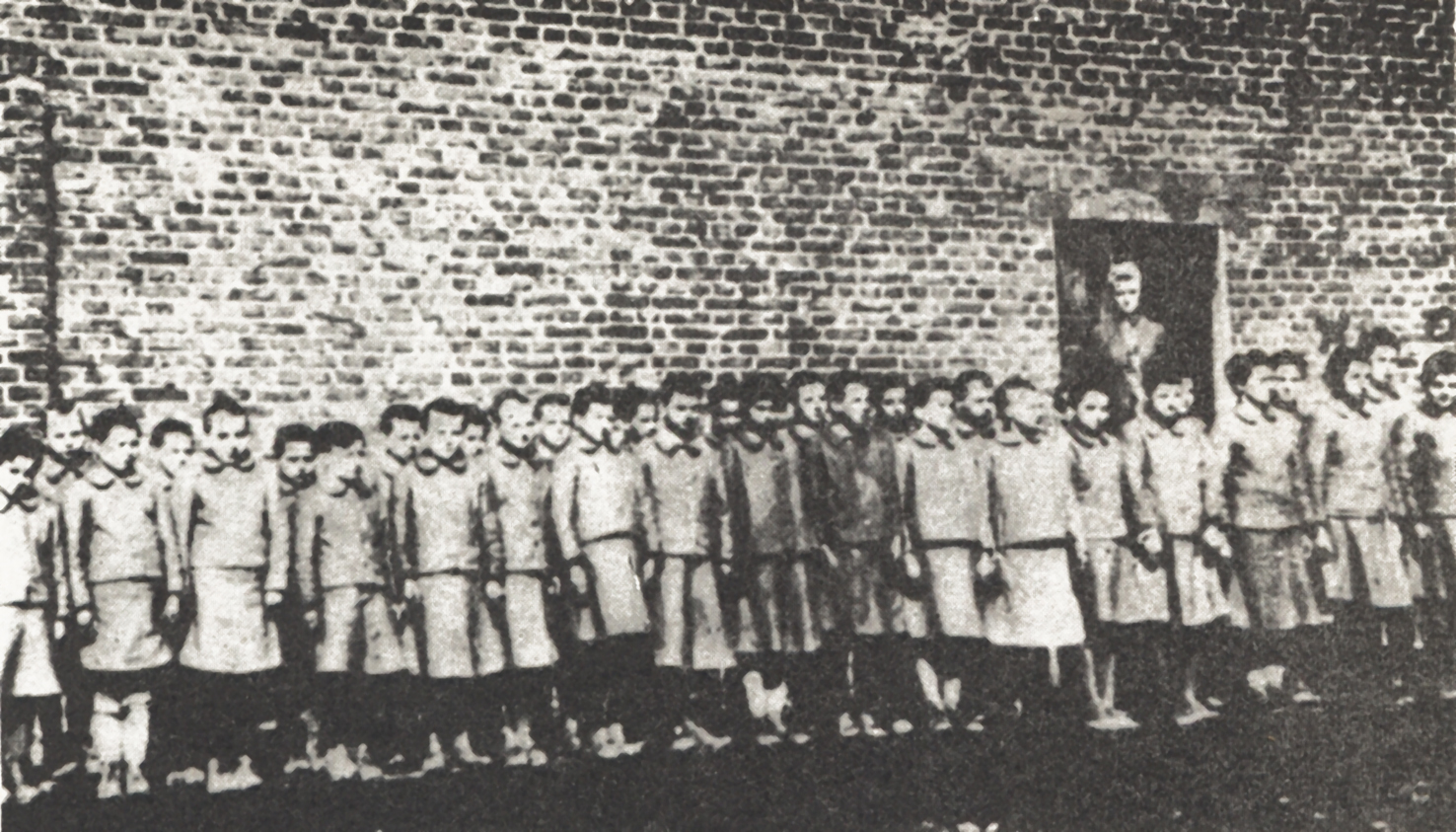
Polskie dzieci więzione w Dzierżąznej – filii obozu w Łodzi. Na fotografii widoczna Genowefa Pohl

Genowefa Pohl, w latach 1941–1945 Eugenia Pohl, po 1945 Eugenia Pol (ur. 23 lutego 1923 w Ozorkowie, zm. 2003 w Łodzi) – pracownica funkcyjna w hitlerowskim obozie dla dzieci i młodzieży przy ulicy Przemysłowej w Łodzi, zbrodniarka wojenna.

## Życiorys
Przez większość życia nazywała się Eugenia Pol (od 1945 do swojej śmierci w 2003); wersji Genowefa Pohl używała od urodzenia (1923) do 1941; a w 1941 wystawiono jej Ausweis der Deutschen Volksliste na nazwisko Eugenia Pohl. Była niezamężna.
Genowefa Pohl urodziła się 23 lutego 1923 w Ozorkowie jako drugie dziecko Jana Pohla i Janiny Pohl z domu Wróblewskiej. Miała starszego o 3 lata brata, Mieczysława, który w czasie II wojny światowej był żołnierzem Wehrmachtu i walczył na froncie wschodnim. Genowefa, Jan i Mieczysław Volkslistę podpisali w październiku 1941, a Janina (jako osoba polskiego pochodzenia) w kwietniu 1942.
Pohl ukończyła 7 klas szkoły podstawowej (przy ul. Kopcińskiego i na Księżym Młynie). Z zawodu była krawcową. W latach 1937–1939 przebywała w Dębach w powiecie tarnobrzeskim. We wrześniu 1939 powróciła do Łodzi. W czerwcu 1940, niecały rok po zajęciu Łodzi przez Niemców, wystąpiła o przyjęcie Volkslisty, którą otrzymała 28 października 1941. W 1942 podjęła pracę w Kriminalpolizei i otrzymała skierowanie do pracy w obozie przy ul. Przemysłowej w Łodzi. Pohl została zatrudniona w Oddziale VI, czyli w obozie dziewczęcym i dzieci poniżej 8 roku życia. W latach 1943–1944, na krótko, została przeniesiona do filii obozu w Dzierżąznej nadzorując pracę więźniów. Po kilku miesiącach powróciła do Łodzi i dalej pracowała w obozie pełniąc, do 18 stycznia 1945, funkcję pomocniczą (Hilfskraft) przy kierowniczce obozu dziewczęcego Sydonii Bayer. W Oddziale VI obozu pracowały także: Maria Koster, Maria Linke, Olga Reichel, Helena Bidermann oraz Olga Schmidt.
18 stycznia 1945, na dzień przed wyzwoleniem Łodzi, opuściła z innymi funkcjonariuszami w pośpiechu obóz, i po dotarciu ciężarówką na ul. Kilińskiego 152, gdzie mieściła się siedziba łódzkiego Kriminalpolizei (Kripo), Pohl oddaliła się nie niepokojona do domu. Nie ukrywała się i nadal mieszkała w przedwojennym, rodzinnym domu. W latach 1945–1946 odbyła Kurs Handlowo-Spółdzielczy w Łodzi. W tym okresie spotykała się z dziećmi więzionymi w byłym obozie, a z innymi pracownikami obozu utrzymywała kontakt. W styczniu 1949 została oskarżona o odstępstwo od narodowości polskiej oraz współpracę z okupantem niemieckim, jednak została uniewinniona. Jej rodzina również została uniewinniona z zarzutów o „zdradę państwa polskiego i działalność na jego szkodę”. Według Instytutu Pamięci Narodowej (IPN) wpływ na to miała postawa jej ojca, który był cenionym murarzem oraz przodownikiem pracy.
Po wyzwoleniu najpierw pracowała, na podstawie przedstawionego nieukończonego kursu administracyjno-handlowego, w biurze w Zakładach Metalowych nr 10 (dawna Fabryka Maszyn C. Bernharda), a od 1956 przez kilkanaście lat pracowała jako intendentka żłobka przy Zakładach Przemysłu Bawełnianego im. Armii Ludowej w Łodzi (dawna fabryka Adolfa Horaka, następnie Zakłady Przemysłu Bawełnianego „Alba”). Od 1965 należała do Związku Bojowników o Wolność i Demokrację (ZBoWiD), gdzie wystawiała m.in. zaświadczenia potwierdzające pobyt różnych osób w obozie przy ul. Przemysłowej. Ponadto Pohl od 1955 należała do klubu sportowego Włókniarz Łódź, a następnie „Łodzianka”, gdzie trenowała przede wszystkim rzut oszczepem, o czym donosiła ówczesna prasa.
26 listopada 1962 złożyła w Muzeum Historii Ruchu Rewolucyjnego w Łodzi sprawozdanie ze swojej pracy w obozie. Od tego samego roku ponownie widywała się z niektórymi byłymi więźniami. Pod koniec lat 60. XX w., kiedy zaczęły ukazywać się, po ponad 20 latach, pierwsze publikacje na temat obozu, a w planach była budowa pomnika ofiar, Pol zaangażowała się w prace upamiętniające obóz oraz współpracę z więźniarkami, mając za cel ukazanie swojej osoby w lepszym świetle, jako niosącej pomoc więźniom, oraz uniknięcie przypisania jej roli obozowej nadzorczyni na rzecz uznania za personel pomocniczy.
11 grudnia 1970 trafiła do aresztu. Pierwszy akt oskarżenia wpłynął do sądu we wrześniu 1971 i zawierał zarzut morderstwa 6 uwięzionych dziewczynek. Proces trwał w lutym i marcu 1972. Wielokrotnie w trakcie rozpraw dochodziło do zmiany zeznań przez świadków oraz innych modyfikacji bazy dowodowej, a obrona wskazywała na niespójność składanych wyjaśnień. Ostatecznie dowody przedstawione przez prokuratora nie wystarczyły do skazania Pol w tym procesie, a sąd nakazał ponowne zbadanie sprawy i uzupełnienie dowodów.
Kolejny akt oskarżenia z listopada 1973 zawierał m.in. zarzuty morderstwa: Eugenia Pol podejrzana jest, że w latach 1942–1944 w Łodzi jako nadzorczyni obozu karnego dla dzieci polskich, idąc na rękę władzy hitlerowskiej państwa niemieckiego, brała udział w eksterminacji dzieci polskich, przebywających w obozie, a w szczególności w bestialskim zamordowaniu więźniarek Urszuli Kaczmarek i Danuty Jakubowskiej. W kolejnym procesie, prowadzonym przed IV wydziałem Karnym w Łodzi od marca 1974, oskarżona stwierdziła, że jako członek załogi obozu istotnie jest współwinna popełnianych tam zbrodni, nie przyznała się jednak do indywidualnej winy w zakresie śmierci wskazanych dwóch więźniarek; deklarowała też m.in., że nie zna języka niemieckiego.
Proces poszlakowy Eugenii Pol został zakończony 2 kwietnia 1974 orzeczeniem kary 25 lat pozbawienia wolności, karą 10 lat pozbawienia praw publicznych i konfiskatą mienia w całości. Prasa łódzka i ogólnopolska relacjonowała wydarzenia z sali sądowej; procesy odbywały się pod olbrzymią presją społeczną. Prokurator generalny naciskał, że jeśli drugi proces będzie się przeciągał i zabraknie wyroku skazującego, to zostanie zmieniony skład sędziowski oraz prokuratorzy. Był to ostatni proces osoby z załogi hitlerowskiego obozu dla dzieci i młodzieży w Łodzi. W 1976 Sąd Najwyższy wyrok podtrzymał.
W 1989 została przedterminowo zwolniona z więzienia. Zmarła w 2003 w Łodzi.
Jest bohaterką książki Błażeja Torańskiego Kat polskich dzieci. Opowieść o Eugenii Pol (Prószyński i S-ka, 2022).